# Comuna Solna
Solna (Solna kommun) este o comună din comitatul Stockholms län, Suedia, cu o populație de 72.740 locuitori (2013).

## Geografie

### Zone urbane
Toate așezările cu peste 200 locuitori din comună intră în componența zonei urbane Stockholm.

## Demografie
| \| Evoluția demografică în comuna Solna, 1970–2015 \| Evoluția demografică în comuna Solna, 1970–2015 \| Evoluția demografică în comuna Solna, 1970–2015 \| Evoluția demografică în comuna Solna, 1970–2015 \| Evoluția demografică în comuna Solna, 1970–2015 \| \| ----------------------------------------------------------------------------------------------------- \| ----------------------------------------------- \| ----------------------------------------------- \| ----------------------------------------------- \| ----------------------------------------------- \| \| An \| \| \| Locuitori \| \| \| 1970 \| 1970 \| \| 55556 \| 55556 \| \| 1975 \| 1975 \| \| 53878 \| 53878 \| \| 1980 \| 1980 \| \| 50441 \| 50441 \| \| 1985 \| 1985 \| \| 49648 \| 49648 \| \| 1990 \| 1990 \| \| 51841 \| 51841 \| \| 1995 \| 1995 \| \| 54417 \| 54417 \| \| 2000 \| 2000 \| \| 56605 \| 56605 \| \| 2005 \| 2005 \| \| 60575 \| 60575 \| \| 2010 \| 2010 \| \| 68144 \| 68144 \| \| 2015 \| 2015 \| \| 76158 \| 76158 \| \| Sursa: SCB - Statistika Centralbyrån, Folkmängd efter region, civilstånd, ålder och kön. År 1968–2016 \| \| \| \| \| |      |  |           |       |
| Evoluția demografică în comuna Solna, 1970–2015 |      |  |           |       |
| An |      |  | Locuitori |       |
| 1970 | 1970 |  | 55556     | 55556 |
| 1975 | 1975 |  | 53878     | 53878 |
| 1980 | 1980 |  | 50441     | 50441 |
| 1985 | 1985 |  | 49648     | 49648 |
| 1990 | 1990 |  | 51841     | 51841 |
| 1995 | 1995 |  | 54417     | 54417 |
| 2000 | 2000 |  | 56605     | 56605 |
| 2005 | 2005 |  | 60575     | 60575 |
| 2010 | 2010 |  | 68144     | 68144 |
| 2015 | 2015 |  | 76158     | 76158 |
| Sursa: SCB - Statistika Centralbyrån, Folkmängd efter region, civilstånd, ålder och kön. År 1968–2016 |      |  |           |       |

## Personalități născute aici
- Bertil Uggla (1890 - 1945), atlet;
- Erik Bjurberg (1895 - 1976), ciclist;
- Keke Rosberg (n. 1948), pilot de Formula 1;
- David Lagercrantz (n. 1962), scriitor;
- Therese Alshammar (n. 1977), înotătoare;
- Zara Larsson (n. 1997), cântăreață;
- Alexander Isak (n. 1999) fotbalist de origine africană (părinții din Eritreea).